# Transfronterera Cap de Rec
La Transfronterera Cap de Rec és una caminada de resistència no competitiva, organitzada pel Club Muntanyenc Sant Cugat, que forma part del Circuit Català de Caminades de Resistència (CCCR) de la Federació d'Entitats Excursionistes de Catalunya (FEEC).
La marxa començà a organitzar-se el 2007, i tot i que el 2019 va passar a anomenar-se 'Transfronterera Cap de Rec', encara conserva la denominació 'Memorial Narcís Castanyer' en reconeixement del que va ser el president del Club i membre fundador i actiu participant d'aquesta marxa, Narcís Castanyer i Bachs. El circuit consta de 49 quilòmetres al voltant dels extraordinaris paisatges de la Cerdanya i Andorra, fent una ruta circular al voltant de la Tossa plana de Lles. La sortida i arribada és al Refugi Cap del Rec, a 1.986 metres, i el recorregut acumula 5.000 metres de desnivell acumulat. Es tracta d'una caminada dura, però atractiva i engrescadora per la diversitat i bellesa del paisatge amb un recorregut variat. Només un 2% del circuit és per sobre d’asfalt, la resta es duu a terme per corriols, pistes i camins de terra. Tanmateix, s’han visitat llocs tan emblemàtics com el Port de Vallcivera, la Font de la Closa, el Refugi de Perafita, el Coll de Sant Vicenç i els Estanys de la Pera.